# Rana berlandieri
Rana berlandieri és una espècie de granota de la família dels rànids i de l'ordre dels anurs.

## Distribució geogràfica
Es troba a Belize, Guatemala, Hondures, Nicaragua, Mèxic i Estats Units.